# Mycodrosophila basalis
Mycodrosophila basalis är en tvåvingeart som beskrevs av Toyohi Okada 1956. Mycodrosophila basalis ingår i släktet Mycodrosophila och familjen daggflugor. Inga underarter finns listade i Catalogue of Life.